# Sublegatus
Sublegatus – rodzaj ptaków z podrodziny wodopławików (Fluvicolinae) w rodzinie tyrankowatych (Tyrannidae).

## Występowanie
Rodzaj obejmuje gatunki występujące w Ameryce Środkowej i Południowej.

## Morfologia
Długość ciała 13–15 cm; masa ciała 9,5–17 g.

## Systematyka

### Etymologia
Sublegatus: łac. sub „w pobliżu”; rodzaj Legatus P.L. Sclater, 1859 (tyranopiracik).

### Podział systematyczny
Do rodzaju należą następujące gatunki:
- Sublegatus modestus (zu Wied, 1831) – szaroliczek zaroślowy
- Sublegatus arenarum (Salvin, 1863) – szaroliczek północny
- Sublegatus obscurior Todd, 1920 – szaroliczek ciemny